# Music (Michel Petrucciani)
| Recensione | Giudizio |
| ---------- | -------- |
| AllMusic   | [ 2 ]    |

Music è un album discografico del pianista jazz francese Michel Petrucciani, pubblicato dalla casa discografica Blue Note Records nel 1989.

## Tracce

### LP
Brani composti da Michel Petrucciani
Lato A
1. Looking Up – 5:44
2. Memories of Paris – 5:21
3. My Bebop Tune – 3:35
4. Brazilian Suite No. 2 – 3:50

Lato B
1. Bite – 5:15
2. Lullaby – 5:16
3. O Nana Oye – 2:20
4. Play Me – 5:16

### CD
Brani composti da Michel Petrucciani
Edizione CD del 1989, pubblicato dalla Blue Note Records (CDP 7 92563 2)
1. Looking Up – 5:44
2. Memories of Paris – 5:21
3. My Bebop Tune – 3:35
4. Brazilian Suite No. 2 – 3:50
5. Bite – 5:15
6. Lullaby – 5:16
7. O Nana Oye – 2:20
8. Play Me – 5:16
9. Happy Birthday Mr. K – 3:55 – Traccia bonus
10. Thinking of Wayne – 3:50 – Traccia bonus

## Musicisti
Looking Up
- Michel Petrucciani - piano Steinway, sintetizzatore
- Anthony Jackson - basso elettrico
- Lenny White - batteria
- Frank Colon - percussioni
- Adam Holzman - sintetizzatore
- Robbie Kondor - sintetizzatore

Memories of Paris
- Michel Petrucciani - piano Steinway, sintetizzatore
- Andy McKee - basso acustico
- Victor Jones - batteria
- Frank Colon - percussioni
- Adam Holzman - sintetizzatore
- Robbie Kondor - sintetizzatore programming
- Gil Goldstein - accordion

My Bebop Tune
- Michel Petrucciani - piano Steinway, organo B-3
- Andy McKee - basso acustico
- Victor Jones - batteria

Brazilian Suite No. 2
- Michel Petrucciani - piano Steinway
- Chris Walker - basso elettrico
- Lenny White - batteria
- Frank Colon - percussioni
- Adam Holzman - sintetizzatore
- Robbie Kondor - sintetizzatore
- Romero Lubambo - chitarra acustica

Bite
- Michel Petrucciani - piano Steinway, sintetizzatore
- Anthony Jackson - basso elettrico
- Lenny White - batteria
- Frank Colon - percussioni
- Adam Holzman - sintetizzatore
- Robbie Kondor - sintetizzatore

Lullaby
- Michel Petrucciani - piano Steinway, sintetizzatore
- Eddie Gomez - basso acustico
- Victor Jones - batteria
- Frank Colon - percussioni
- Robbie Kondor - sintetizzatore programming

O Nana Oye
- Michel Petrucciani - piano Steinway, voce
- Tania Maria - voce
- Andy McKee - basso acustico
- Victor Jones - batteria
- Frank Colon - percussioni
- Adam Holzman - sintetizzatore
- Robbie Kondor - sintetizzatore programming

Play Me
- Michel Petrucciani - piano Steinway, sintetizzatore
- Chris Walker - basso elettrico
- Lenny White - batteria
- Frank Colon - percussioni
- Adam Holzman - sintetizzatore
- Robbie Kondor - sintetizzatore programming

Happy Birthday Mr. K
- Michel Petrucciani - piano Steinway
- Andy McKee - basso acustico
- Victor Jones - batteria
- Frank Colon - percussioni

Thinking of Wayne
- Michel Petrucciani - piano Steinway, sintetizzatore
- Joe Lovano - sassofono soprano
- Chris Walker - basso elettrico
- Lenny White - batteria
- Frank Colon - percussioni
- Adam Holzman - sintetizzatore
- Robbie Kondor - sintetizzatore programming[3]

Note aggiuntive
- Michel Petrucciani e Eric Kressmann - produttori
- Michel Petrucciani - arrangiamenti
- Tania Maria - arrangiamento strumenti a percussione
- Registrazioni effettuate al The Record Plant di New York City, New York (Stati Uniti)
- Tom Swift - ingegnere delle registrazioni
- Frank Pekoc - assistente ingegnere delle registrazioni
- Mastering effettuato da José Rodriguez al Sterling Sound
- Carol Friedman - art direction e fotografia copertina album originale
- Kash/Carlos Cordova - design copertina album originale
- Ringraziamenti speciali: Eric, Tania, Eddie, Bruce, Eugenia
- Dedico questa musica a mia madre Anne[4]